# 1770-е

## Догађаји и трендови
- 1770. — велика глад у Чешкој.
- 1772. — Прва диоба Пољске.
- 1773. — у бостонској луци се догодио протест америчких колониста познат као Бостонска чајанка.
- 1773. — започела је Пугачева буна, највећа побуна сељака у руској историји.
- 1775. — започео је Амерички рат за независност.
- 1776. — донесена је америчка Декларација независности.
- 1776. — револуција у Чешкој.
- 1778. — започео је рат за Баварско насљеђе између Аустрије и Пруске, који је завршио годину дана послије.
- 1778. — Џејмс Кук је постао први Европљанин који је дошао на Хаваје.

## Култура
- 1774. — Јохан Волфганг Гете је објавио Јаде младог Вертера.

### Музика
- 1770. — рођен Лудвиг ван Бетовен.